# Stempellinella reissi
Stempellinella reissi är en tvåvingeart som beskrevs av Creu Casas Sicart 1991. Stempellinella reissi ingår i släktet Stempellinella och familjen fjädermyggor.
Artens utbredningsområde är Spanien. Inga underarter finns listade i Catalogue of Life.